# Meredith Gardner
Meredith Knox Gardner (Okolona, 20 ottobre 1912 – Chevy Chase, 9 agosto 2002) è stato un linguista statunitense.
Egli fu anche un crittoanalista e lavorò nel controspionaggio, decodificando il traffico di messaggi spionistici dell'Unione Sovietica riguardanti lo spionaggio sovietico negli Stati Uniti, in quello che divenne noto come Progetto Venona.

## Biografia

### Gli inizi e la carriera
Gardner nacque a Okolona, nel Mississippi e crebbe ad Austin, nel Texas. Dopo essersi laureato nell'Università del Texas ad Austin, ottenne il grado di Master in tedesco presso l'Università del Wisconsin-Madison, dove divenne insegnante assistente dal 1938 al 1940. Divenne poi insegnante di tedesco presso l'Università di Akron ad Akron, nell'Ohio. Qui fu contattato e reclutato dal Signal Intelligence Service per decodificare i messaggi crittografati tedeschi. Poco dopo iniziò a lavorare sui codici giapponesi, imparando la lingua giapponese in soli pochi mesi.
Poco dopo iniziò a lavorare invece sul giapponese codice Purple, imparando la lingua in pochi mesi.

### Progetto Venona

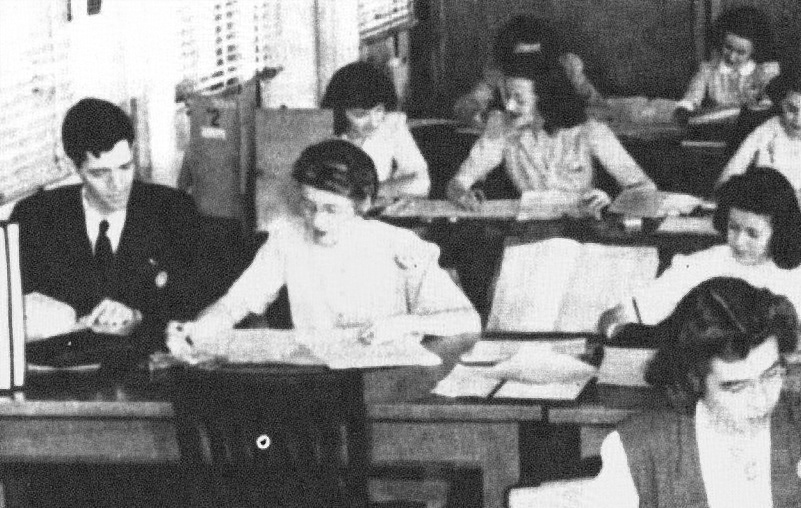
Meredith Gardner, primo a sinistra, mentre lavora con altri criptoanalisti

Nel 1946, Gardner iniziò a lavorare ad un progetto altamente segreto (più tardi denominato in codice Venona) per decifrare i sistemi crittografici dell'Unione Sovietica. Il sistema di cifratura sovietico implicava l'utilizzo dei cifrari di Vernam e quindi si pensava che fosse indecifrabile. Comunque i Sovietici commisero l'errore di riutilizzare certe pagine dei loro pad.
Più tardi, nello stesso anno, Gardner fece la prima decifrazione di un codice Venona identificando le cifre usate per sillabare parole inglesi. Nel maggio 1947 Gardner aveva letto una decifrazione che implicava che i Sovietici controllavano un agente avente accesso a informazioni riservate dello Stato Maggiore del Dipartimento della Guerra, il maggiore dell'Aeronautica degli Stati Uniti William Ludwig Ullmann. Divenne evidente a Gardner che questi stava leggendo messaggi del KGB, evidenziando un diffuso spionaggio negli Stati Uniti.
Fu solo nel 1949 che Meredith Gardner compì la sua grande decifratura. Egli fu in grado di decifrare abbastanza di un messaggio dell'Unione Sovietica per individuarlo come il testo di un telegramma del 1945 da Churchill a Truman. Confrontando il messaggio con una copia integrale del telegramma, fornita dall'ambasciata britannica, i criptoanalisti confermarono oltre ogni dubbio che durante la guerra una spia sovietica aveva accesso alle comunicazioni segrete fra il Presidente degli Stati Uniti e il Primo Ministro britannico.
Peter Wright incontrò Meredith Gardner a Londra dopo gli arresti delle spie atomiche: 
"Era un uomo tranquillo, uno studioso, totalmente inconsapevole della soggezione in cui era tenuto dagli altri criptoanalisti. Egli mi diceva come lavorava nel suo ufficio e come un giovane inglese fumatore di pipa di nome Philby venisse da lui regolarmente e osservasse dalle sue spalle ammirando i progressi che lui stava facendo. Gardner era una figura piuttosto triste alla fine degli anni 1960. Egli si sentiva molto orgoglioso che la decifrazione che lui aveva reso possibile fosse qualcosa di matematica bellezza, ma era depresso nell'impiego di ciò in cui era stato coinvolto."
Wright rivelò che Gardner era stravolto dal fatto che le sue ricerche si fossero concluse nel maccartismo e nelle esecuzioni di Julius ed Ethel Rosenberg.
Wright cita Gardner: 
(Meredith Gardner)

### Pensionamento e decesso
Gardner si ritirò nel 1972, ma il suo lavoro rimase in gran parte segreto fino al 1996, quando lo NSA, la CIA e il Centro per la Democrazia resero onore a Gardner e ai suoi colleghi in una cerimonia formale che fu il risultato di una campagna del Senatore Daniel Patrick Moynihan.
Gardner morì il 9 agosto 2002 a Chevy Chase, nel Maryland, all'età di 89 anni. Poco prima del suo decesso, egli comparve nel documentario PBS, Secrets, Lies, and Atomic Spies (Segreti, Bugie e Spie Atomiche).